# Karol Gruszecki
Karol Gruszecki, né le 4 novembre 1989, à Łódź, en Pologne, est un joueur polonais de basket-ball. Il évolue aux postes d'arrière et d'ailier.